# Козакевич, Павел Васильевич
Козакевич, Павел Васильевич (1813—1882) — генерал-майор корпуса флотских штурманов, вице-директор гидрографического департамента Морского министерства.

## Биография
Происходил из дворян Новгородской губернии. Родился 29 апреля (11 мая) 1813 года в Киеве.
Воспитывался в Морском кадетском корпусе; произведён в гардемарины в 1830 году и в мичманы в 1832 году. С 1837 года по 1856 год служил в гидрографическом департаменте и находился при описи берегов Балтийского моря и промере Финляндских шхер, плавая на кораблях «Император Пётр» и «Владимир» и на бригах: «Охта», «Усердие», «Диомид».
В 1852 году был назначен председателем комиссии для извлечения из шханечных журналов морских кампаний для формуляров по новой форме.
В 1854 году был откомандирован в штаб наследника Цесаревича, Главнокомандующего гвардейским и гренадерским корпусами и производил с офицерами Генерального штаба рекогносцировку южного берега Финского залива от Ораниенбаума до Нарвы; в 1855 году был вторично командирован в тот же штаб и, состоя при береговых войсках, сделал подробную съёмку и промер устьев рек Луги и Норовы. Последствием этих работ было укрепление фарватера, облегчившее защиту при нападении на этот пункт 6-го июня двух неприятельских кораблей и двух канонерских лодок.
С производством в 1856 году в капитаны 2-го ранга, П. В. Козакевич был назначен старшим адъютантом инспекторского департамента, где при его ближайшем участии были выработаны правила для выдачи пособий на воспитание детей чинов морского ведомства и для призрения инвалидов после Крымской войны. В 1859 году был произведён в капитаны 1-го ранга, а в 1862 году назначен начальником чертёжной гидрографического департамента, где он ввёл обучение мальчиков чертёжному и гравёрному искусству, чем был обеспечен постоянный личный состав искусных гравёров и чертёжников. В 1869 году был произведен в генерал-майоры корпуса флотских штурманов и в 1874 году назначен вице-директором департамента.
Многочисленные труды в области отечественной гидрографии в течение почти полувековой службы сделали имя П. В. Козакевича широко известным в морском ведомстве и его считали продолжателем работ тех русских гидрографов старой школы, к которой принадлежали М. Ф. Рейнеке и Н. А. Ивашенцов. Составленные им или же под его руководством лоции, морские карты и описания маяков, как и все вообще его труды в морской литературе постоянно обращали на себя внимание всех, интересующихся этим предметом: Императорское Русское географическое общество избрало П. В. Козакевича в 1861 году своим действительным членом, а в 1879 году Императорское общество для содействия русскому торговому мореходству избрало его своим почётным членом.
При большой научной опытности во всем, что касается гидрографии и вообще морского дела, как отечественного, так и иностранного, П. В. Козакевич всегда охотно делился своими знаниями со всяким, кто этими вопросами интересовался.
Умер 7 (19) января 1882 года в Санкт-Петербурге. Похоронен на кладбище Новодевичья монастыря (с Е. А. Вельциной).